# Sanguisorba stipulata
Sanguisorba stipulata là loài thực vật có hoa trong họ Hoa hồng. Loài này được Raf. miêu tả khoa học đầu tiên năm 1833.